# 65590 Archeptolemos
65590 Archeptolemos' è un asteroide troiano di Giove del campo troiano. Scoperto nel 1977, presenta un'orbita caratterizzata da un semiasse maggiore pari a 5,2207826 UA e da un'eccentricità di 0,0313302, inclinata di 8,03322° rispetto all'eclittica.
L'asteroide è dedicato a Archeptolemo, cocchiere di Ettore.